# Beskuit

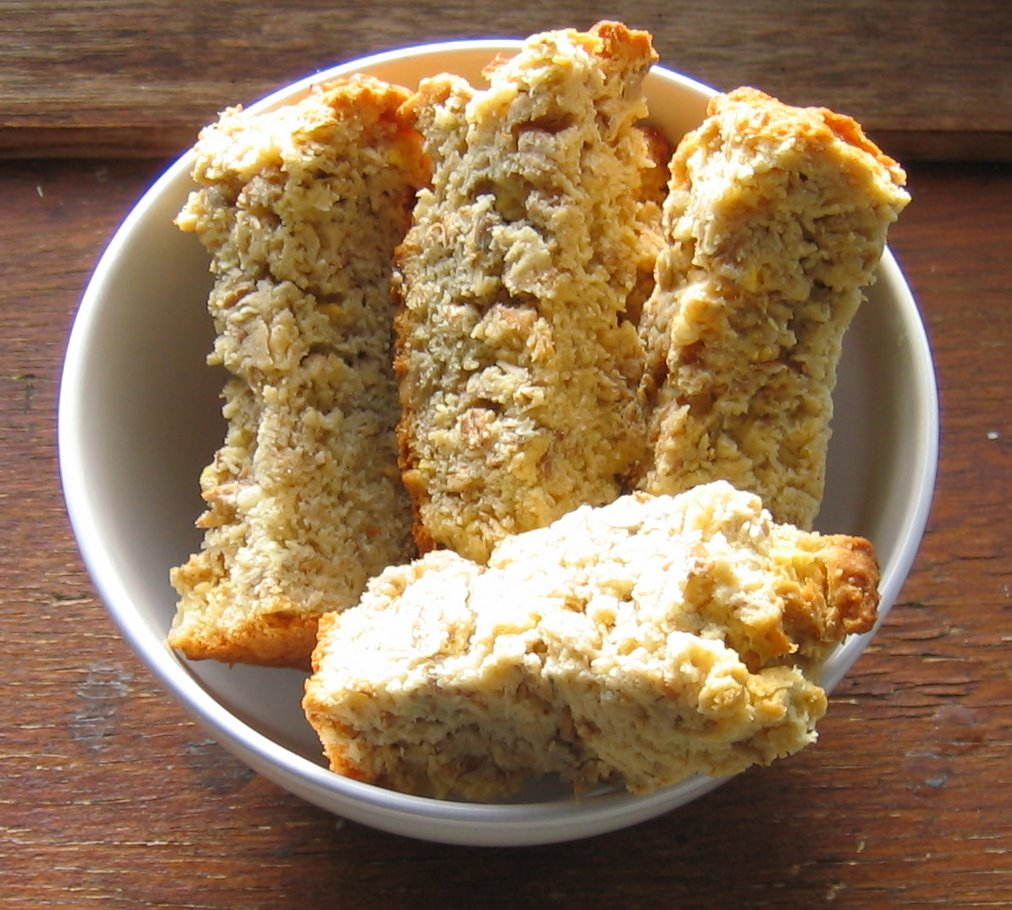
Beskuit

Beskuit wordt in Zuid-Afrika veel gegeten door Afrikaners bij de koffie of thee. Het wordt gegeten zoals er in Nederland vaak een koffiekoekje bij de koffie wordt gegeten. Beskuit is dus geen sprekend deel van het ontbijt zoals in Nederland. De structuur zoals het beschuit in Nederland is totaal anders en niet te vergelijken met het harde beskuit.
Het is een gewoonte om het 's ochtends bij de koffie te eten. Er bestaan verschillende recepten waaronder boerbeskuit, mosbolletjies en karringmelkbeskuit. De commerciële "Ouma se Beskuit" is ook bekend. Deze is in Nederland verkrijgbaar bij de verschillende Afrikaanse winkels.
De beskuit in zijn huidige vorm is ontstaan tijdens het verblijf van Jan van Riebeeck op de Kaap. Brood werd toentertijd nog ingevoerd vanuit Nederland. Hij vermeldt in zijn dagboek op 23 september 1660 dat de "cruymelbeschuit" aan de varkens gegeven moest worden omdat het muf geworden was. 
Zuid-Afrikaanse beskuit verschilt aanzienlijk van de oorspronkelijke Nederlandse beschuit in vorm en smaak. 
In Zuid-Afrika zijn verscheidene smaken verkrijgbaar met basissmaken onder andere anijs. 
Het woord beskuit komt van het Franse woord biscuit de guerre: Een hard, haast oneetbaar brood van meel en water voor soldaten.
De eerste beskuitrecepten zijn verschenen in De volmaakte Hollandsche keuken-meid van 1761. 
De boeren die van de Kaap naar het oosten waren gereisd tijdens de grote trek hadden grote behoefte aan etenswaren met lange houdbaarheid. Beskuit is zo'n product wat onder andere de reden was van de populariteit.

## Bron
- Die geskiedenis van Boerekos 1652-1806, Hester Wilhelmina Claassens